# کوشک اردشیر

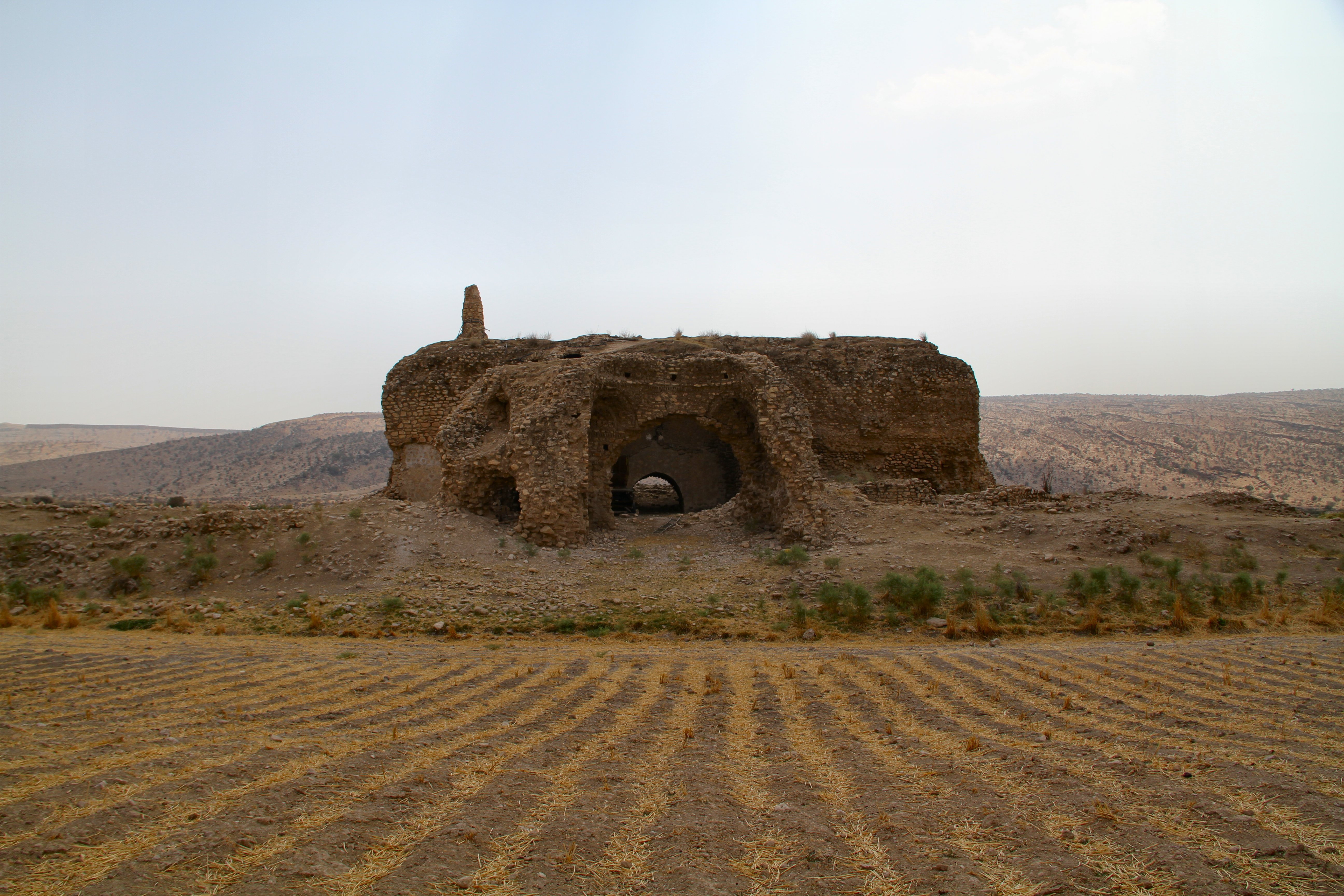

کوشک اردشیر، واقع در شهرستان دشتستان یکی از آثارهای تاریخی و از نقاط دیدنی استان بوشهر در جنوب ایران است.
«کوشک اردشیر» کاخی باستانی ساسانی، این سازه بسیار همانند به کاخ اردشیر در فیروزآباد فارس است و از سنگ‌های نه چندان هموار که با ساروج به یک دیگر چسبیده‌اند ساخته شده‌است. ساختمان کوشک با ساختار  چلیپا بوده و سازه دارای طاق‌های گهواره‌ای گون است. در قسمت بالای کوشک ستون سنگی ایی دیده می‌شود ، که گمان بر این است برای افروختن آتش، آگهی رسانی یا دیده‌بانی بوده‌است. این سازه که در تنگ ارم دشتستان بوشهر واقع شده به گمان زیاد شکارگاه و کاخی برای آسایش درباریان ساسانی در دشت بزپر بوده‌است.
در فروردین ۱۳۹۰ بخش‌هایی از این سازه به دلیل آب گرفتگی ، آب باران و نم زدگی زمین‌های کشاورزی اطراف و همچنین بی‌توجهی و عدم ساماندهی فرو ریخت.